# Rotorcraft XR-11
El Rotorcraft XR-11, conocido por la compañía como X-2 Dragonfly, fue un helicóptero ligero biplaza estadounidense construido en los años 40 del siglo XX, por la Rotorcraft Corporation of Glendale, California, para ser evaluado por las Fuerzas Aéreas del Ejército de los Estados Unidos (USAAF).

## Diseño y desarrollo
El XR-11 estaba propulsado por un motor de pistones Continental A100 de 75 kW (100 hp), accionando dos rotores tripala contrarrotativos. Solo se construyó un ejemplar, que voló por primera vez en 1947. Fue redesignado XH-11 en 1948, siendo el proyecto cancelado más tarde.

## Variantes
X-2 Dragonfly
Designación interna de la compañía.
XR-11
Designación de las USAAF, más tarde cambiada a XH-11, uno construido.
XH-11
XR-11 redesignado en 1948.

## Operadores
Estados Unidos
- Fuerzas Aéreas del Ejército de los Estados Unidos

## Especificaciones

### Características generales
- Tripulación: Dos
- Longitud: 4,6 m (15 ft)
- Diámetro rotor principal: 5,5 m (18 ft)
- Altura: 2,3 m (7,5 ft)
- Peso vacío: 408 kg (899,2 lb)
- Peso máximo al despegue: 612 kg (1348,8 lb)
- Planta motriz: 1× motor bóxer de seis cilindros refrigerado por aire Continental A100.
  - Potencia: 75 kW (103 HP; 102 CV)

## Aeronaves relacionadas

### Secuencias de designación
- Secuencia R-_ (Alas Rotatorias del USAAC/USAAF, 1941-1948): ← R-8 - R-9 - R-10 - R-11 - R-12 - R-13 - R-14 →
- Secuencia H-_ (Helicópteros de la USAF, 1948-1962): ← H-6 - H-9 - H-10 - H-11 - H-12 - H-13/J - H-15 →